# Kiesza
Kiesa Rae Ellestad (n. 29 ianuarie 1989, Calgary, Alberta, Canada), cunoscută sub numele său de scenă Kiesza, (pronunțare: Caiza) este o cântăreață, cantautoare, multi-instrumentistă și dansatoare din Calgary, Canada, care a lucrat cel mai recent în New York City și Londra. Este cunoscută în principal pentru single-ul său „Hideaway”.

## Viața personală

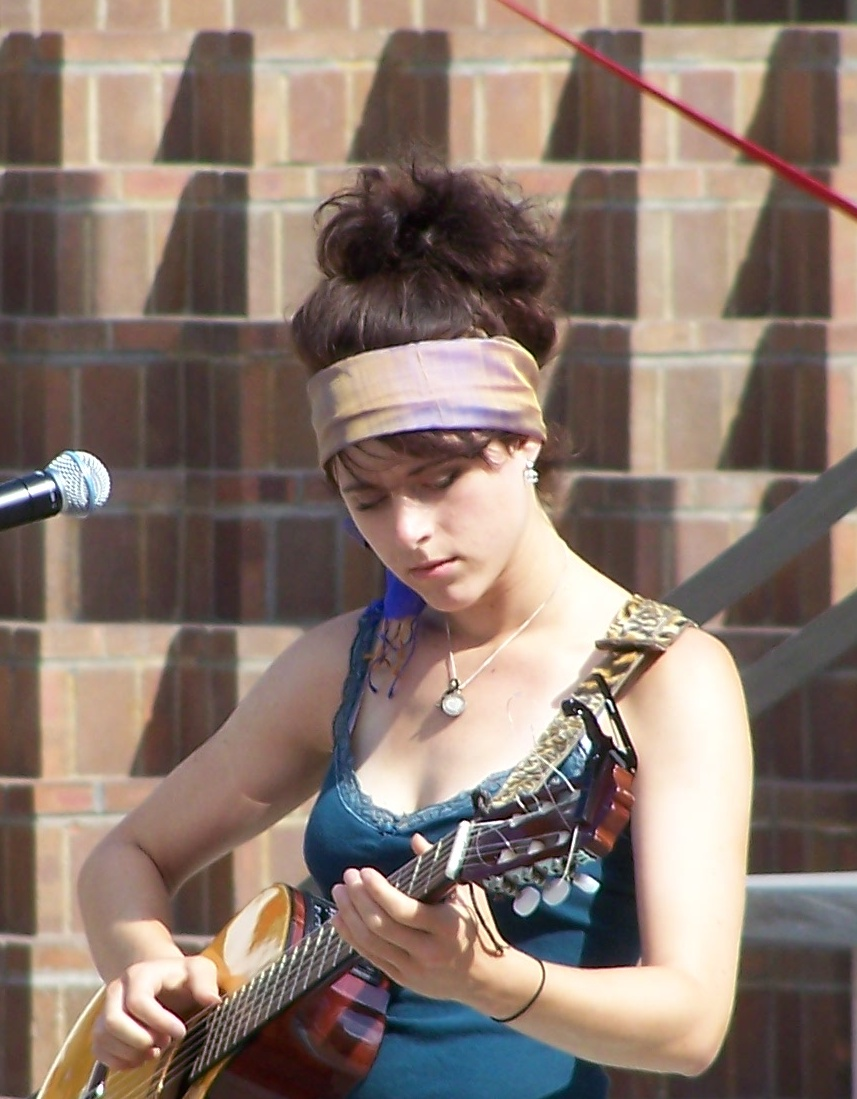
Olympic Plaza - 2007

Kiesza s-a născut și a crescut în Calgary, Canada. Numele său de familie, Ellestad, este unul norvegian, de pe linia tatălui. Bunicul ei este din Fagernes, Norvegia. La vârsta de 16 ani a luat parte la programul „Sail and Life Training Society”, iar un an mai târziu s-a alăturat rezervelor de la „Royal Canadian Navy” împreună cu fratele său. Aici Kiesza a învățat singură să cânte la chitară. Între timp, a participat la „Miss Universe Canada”.
Kiesza a luat parte la „Young Canadians”, unde practica dansuri tap și jazz, precum și teatru; A fost instruită ca balerină de la o vârstă foarte fragedă, însă la numai 15 ani, o accidentare la genunchi i-a pus capăt carierei. Când aceasta avea 18 ani, divorțul părinților săi a determinat-o să-și scrie primul cântec ca o modalitate de a-și exprima sentimentele. În același an, și-a auzit unul din cântecele sale la radio.

## Cariera

### Începutul carierei
CKUA Folk Routes cu gazda Tom Coxworth a selectat-o pentru a avea un spectacol live care urmează să fie difuzat în direct în emisiunea sa de la radio. La un scurt timp, ea a fost acceptată la Selkirk College in Nelson, BC, unde ea a studiat chitara, keyboard-ul și vocea. Apoi, Kiesza a obținut o bursă pentru a participa la Berklee College of Music din Boston, Massachusetts, New England, SUA. După participarea la Berklee, ea a plecat în New York în 2010 pentru a avansa în cariera sa muzicală. Deși Kiesza a început în principal ca o cântăreață folk, după ce a participat la Berklee și a trăit în New York, s-a axat pe un „sunet uptempo” pentru care a lucrat cu producătorul Rami Samir Afuni. În 2010 a fost selectată pentru a participa la festivitățile de ziua Canadei, în Trafalgar Square în Londra, în fața a 30.000 de oameni. 
În 2012, Kiesza și-a lansat primul ei single după începerea lucrului cu Afuni în New York, un „disco infused-pop” care se numește „Oops”. Ea și-a marcat stilul său de muzică ca „Steam Pop”. Într-un târziu, într-un interviu din 2014, ea a spus că "Oops", a fost realizat ca o glumă.
Kiesza a partipat la single-ul Triggerfinger al trupei norvegiene Donkeyboy în 2013. De asemenea, aceasta a scris cântece pentru alți artiști printre care Rihanna, Kylie Minogue și Icona Pop.

### 2014–prezent: „Hideaway”

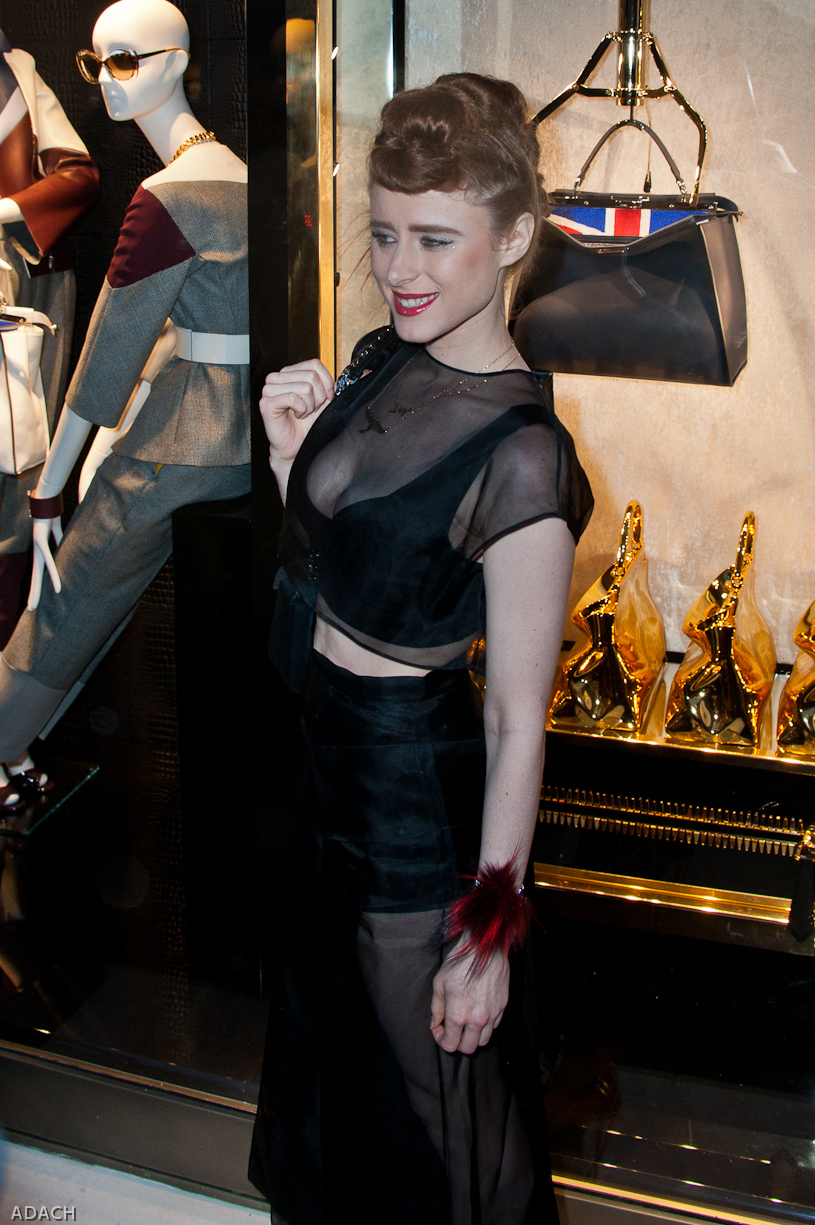
Kiesza la Fendi store în mai 2014

În februarie 2014, Kiesza și-a lansat un videoclip pentru noul său cântec intitulat „Hideaway”, prin casa de discuri indie Lokal Legend. Idolator îl consideră unic, căci a fost făcut dintr-o singură bucată în care Kiesza merge și dansează încontinuu pe o stradă din Brooklyn. John Gentile de la Rolling Stone a numit stilul acesta „impresionant”. Cântăreața a declarat pentru Rolling Stone că a avut probleme la filmarea videoclipului, rupându-și o coastă chiar înainte de filmări și „neputându-se mișca o lună întreagă după aceea”. Single-ul a fost dat în premieră de Annie Mac la Mac's Special Delivery segment pe BBC Radio 1. "Hideaway" a debutat pe poziția #1 în UK Singles Chart pe 26 aprilie 2014.
La scurt timp după „Hideaway”, Kiesza a lansat un nou videoclip pentru cover-ul făcut după piesa lui Haddaway, „What is Love”. Ea a făcut o versiune lentă, cu un videoclip care o arată pe ea și alte persoane, dezvăluiți încet fără haine, pentru a-și exprima emoțiile „crude”.
Kiesza și-a lansat cel de-al doilea single, „Giant in my heart”, care a avut premiera la spectacolul lui Annie Mac pe BBC Radio 1 pe 13 iunie 2014. Acesta a intrat în UK Singles Chart ca numărul 4. Kiesza a colaborat cu Skrillex și Diplo la melodia "Take you there" care va fi lansat ca primul single de pe o colaborare între cei doi producători. Ea a co-scris „Go all night” Gorgon City care dispune de Jennifer Hudson cântând versurile ei care va apărea pe albumul de debut al ×British duo, numit „Sirens”

## Cariera dincolo de muzică
În 2014, Kiesza a fost selectată pentru a fi „fața” unei noi linii de ochelari numită „Color Block”, creată de Fendi, apărută într-o înregistrare video promoțională de Ruth Hogben. Videoclipul o prezintă pe Kiesza pe o bandă de alergat, în spate fiind un orizont pictat, în timp ce cântă și poartă ochelari de soare colorați.
De asemenea, ea a anunțat planul de a lansa propria linie de haine sub numele de „SteamPop”, în 2014.

## Discografie

### Ca artist principal
| 2014                                                                              | "Hideaway"          | 5  | 25 | 1  | 2 | 25 | 5 | 11 | 1 | 5 | 1 | 60 | Kiesza |
| 2014                                                                              | "Giant in My Heart" | 30 | –  | 96 | – | –  | – | 90 | – | – | 4 | –  | Kiesza |
| "—" denotes a recording that did not chart or was not released in that territory. |                     |    |    |    |   |    |   |    |   |   |   |    |        |

### Ca artist secundar
| An   | Titlu                                                  | Poziții de top | Album            |
| An   | Titlu                                                  | FIN            | Album            |
| ---- | ------------------------------------------------------ | -------------- | ---------------- |
| 2013 | "Triggerfinger" (Donkeyboy featuring Kiesza)           | 9              | Non-album single |
| 2014 | "Take You There" (Skrillex and Diplo featuring Kiesza) | —              | TBA              |

### Videoclipuri
| An   | Titlu               | Regizor                 | Album  |
| ---- | ------------------- | ----------------------- | ------ |
| 2014 | "Hideaway"          | Kiesza, Blayre Ellestad | Kiesza |
| 2014 | "Giant in My Heart" | Rami Samir Afuni        | Kiesza |
| 2014 | "What Is Love"      |                         | Kiesza |